# Kazuhiko Chiba
Kazuhiko Chiba (千葉 和彦 Chiba Kazuhiko?), född 21 juni 1985, är en japansk fotbollsspelare som spelar för Sanfrecce Hiroshima.
Chiba debuterade för Japans landslag den 25 juli 2013 i en 3–2-förlust mot Australien.